# Mogoplistes kinzelbachi
Mogoplistes kinzelbachi is een rechtvleugelig insect uit de familie Mogoplistidae. De wetenschappelijke naam van deze soort is voor het eerst geldig gepubliceerd in 1976 door Harz.